# Nudora thorakista
Nudora thorakista är en rundmaskart som först beskrevs av Schulz 1935.  Nudora thorakista ingår i släktet Nudora och familjen Monoposthiidae. Inga underarter finns listade i Catalogue of Life.